# Соуза Оливейра, Жеан Лукас ди
Жеан Лукас де Соуза Оливейра (порт. Jean Lucas de Souza Oliveira; род. 22 июня 1998, Рио-де-Жанейро) — бразильский футболист, полузащитник клуба «Баия».

## Биография
Жеан Соуза является воспитанником «Фламенго». С 2018 года тренируется с основной командой. Сыграл 5 встреч в Лиге Кариока. 22 апреля 2018 года дебютировал в бразильской Серии А, выйдя на замену вместо Лукаса Пакеты в поединке против «Америка Минейро». 24 мая того же года дебютировал в Кубке Либертадорес поединком против известного аргентинского клуба «Ривер Плейта».